# Jim Vesey
James Edward "Jim" Vesey, född 29 oktober 1965, är en amerikansk före detta professionell ishockeyforward som tillbringade tre säsonger i den nordamerikanska ishockeyligan National Hockey League (NHL), där han spelade för ishockeyorganisationerna St. Louis Blues och Boston Bruins. Han producerade tre poäng (ett mål och två assists) samt drog på sig sju utvisningsminuter på 15 grundspelsmatcher. Vesey spelade också på lägre nivåer för Maine Mariners och Providence Bruins i American Hockey League (AHL), Peoria Rivermen och Phoenix Roadrunners i International Hockey League (IHL) och Merrimack Warriors (Merrimack College) i National Collegiate Athletic Association (NCAA).
Vesey draftades i åttonde rundan i 1984 års draft av St. Louis Blues som 155:e spelare totalt.
Han är far till ishockeyspelaren Jimmy Vesey som spelar för Genève-Servette i Schweiziska ligan (NL)

## Statistik
| 1983–1984   | Christopher Columbus High School |             | 21  | 39  | 48  | 87  | —   | —  | — | —  | —  | —  |
| 1984–1985   | Merrimack Warriors               | NCAA        | 33  | 19  | 11  | 30  | 28  | —  | — | —  | —  | —  |
| 1985–1986   | Merrimack Warriors               | NCAA        | 32  | 29  | 32  | 61  | 67  | —  | — | —  | —  | —  |
| 1986–1987   | Merrimack Warriors               | NCAA        | 35  | 22  | 36  | 58  | 57  | —  | — | —  | —  | —  |
| 1987–1988   | Merrimack Warriors               | NCAA        | 40  | 40  | 55  | 95  | 95  | —  | — | —  | —  | —  |
| 1988–1989   | St. Louis Blues                  | NHL         | 5   | 1   | 1   | 2   | 7   | —  | — | —  | —  | —  |
|             | Peoria Rivermen                  | IHL         | 76  | 47  | 46  | 93  | 137 | 4  | 1 | 2  | 3  | 6  |
| 1989–1990   | St. Louis Blues                  | NHL         | 6   | 0   | 1   | 1   | 0   | —  | — | —  | —  | —  |
|             | Peoria Rivermen                  | IHL         | 60  | 47  | 44  | 91  | 75  | 5  | 1 | 3  | 4  | 21 |
| 1990–1991   | Peoria Rivermen                  | IHL         | 58  | 32  | 41  | 73  | 69  | 19 | 4 | 14 | 18 | 26 |
| 1991–1992   | Boston Bruins                    | NHL         | 4   | 0   | 0   | 0   | 0   | —  | — | —  | —  | —  |
|             | Maine Mariners                   | AHL         | 10  | 6   | 7   | 13  | 13  | —  | — | —  | —  | —  |
| 1992–1993   | Providence Bruins                | AHL         | 71  | 38  | 39  | 77  | 42  | 6  | 2 | 5  | 7  | 4  |
| 1993–1994   | Phoenix Roadrunners              | IHL         | 60  | 20  | 30  | 50  | 75  | —  | — | —  | —  | —  |
| 1994–1995   | Phoenix Roadrunners              | IHL         | 41  | 10  | 10  | 20  | 62  | —  | — | —  | —  | —  |
| NHL totalt  | NHL totalt                       | NHL totalt  | 15  | 1   | 2   | 3   | 7   | —  | — | —  | —  | —  |
| AHL totalt  | AHL totalt                       | AHL totalt  | 81  | 44  | 46  | 90  | 55  | 6  | 2 | 5  | 7  | 4  |
| IHL totalt  | IHL totalt                       | IHL totalt  | 295 | 156 | 171 | 327 | 418 | 28 | 6 | 19 | 25 | 53 |
| NCAA totalt | NCAA totalt                      | NCAA totalt | 140 | 110 | 134 | 244 | 247 | —  | — | —  | —  | —  |